# Acalolepta griseofumata
Acalolepta griseofumata là một loài bọ cánh cứng trong họ Cerambycidae.